# مبنى الفنون الجميلة (جامعة سياتل)
مبنى الفنون الجميلة Fine Arts Building هو مبنى يقع في حرم جامعة سياتل في ولاية واشنطن الأمريكية.  يضم المبنى معرض فاشون.  

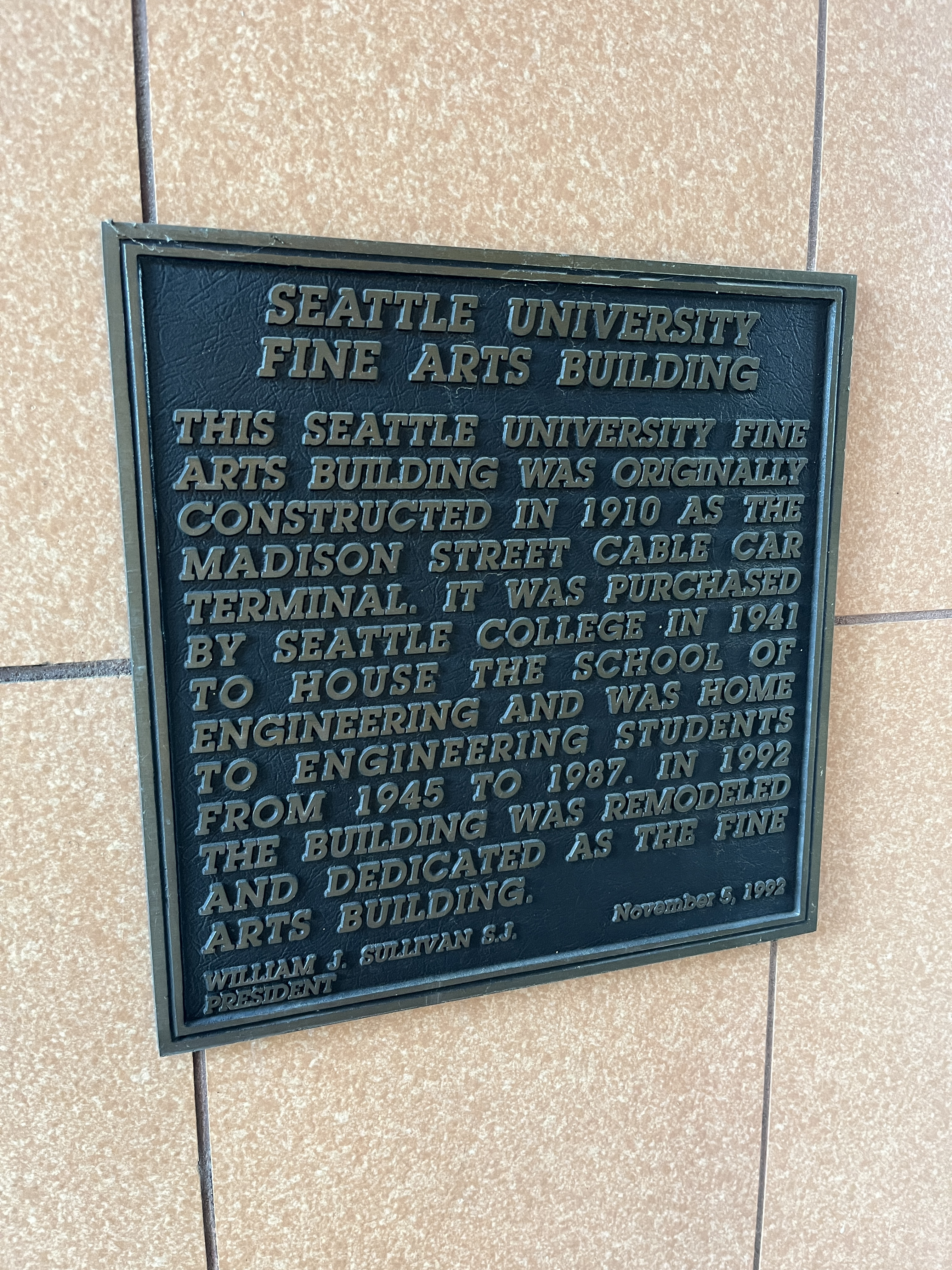
لوحة توضيحية
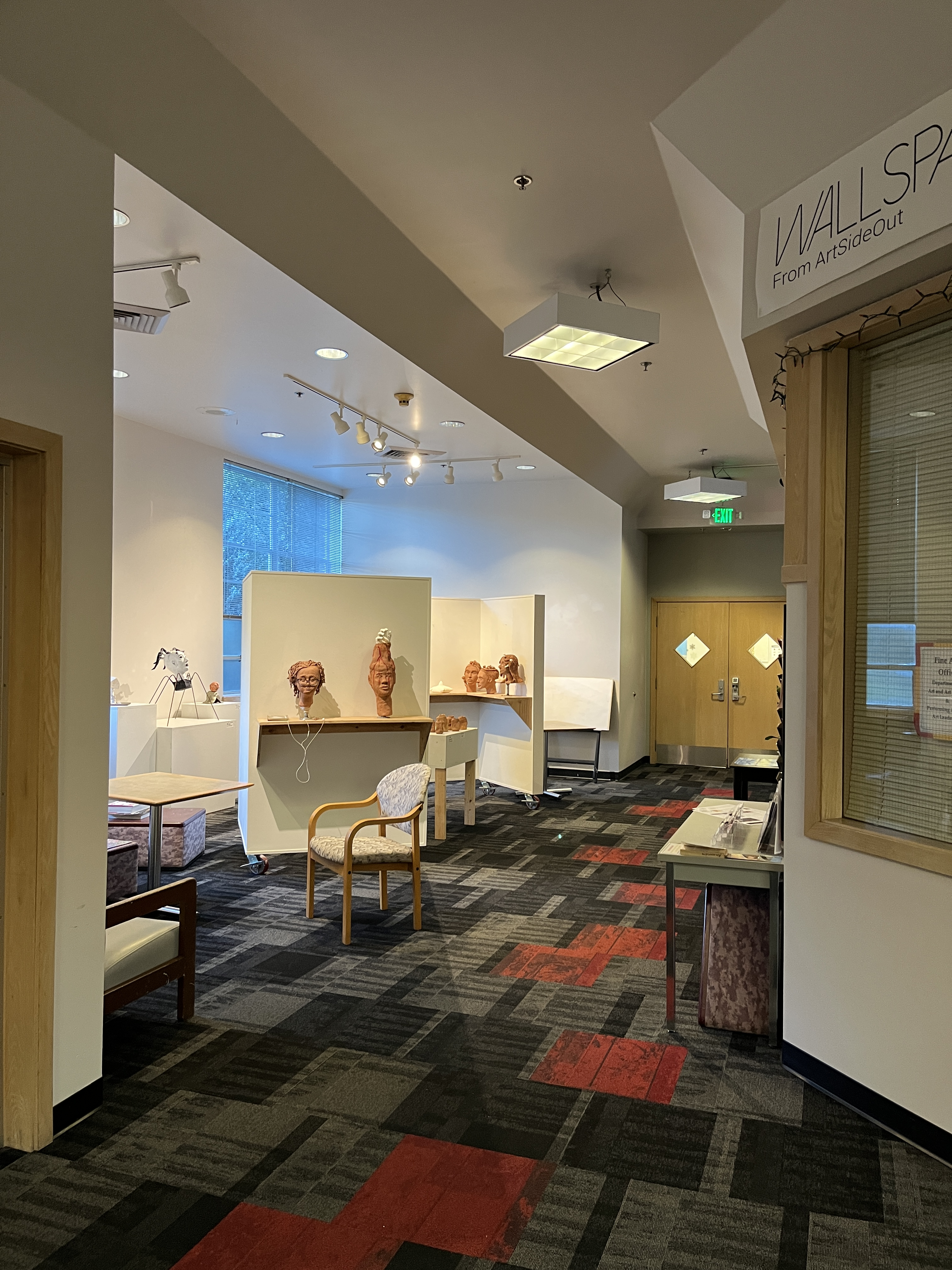
داخلي
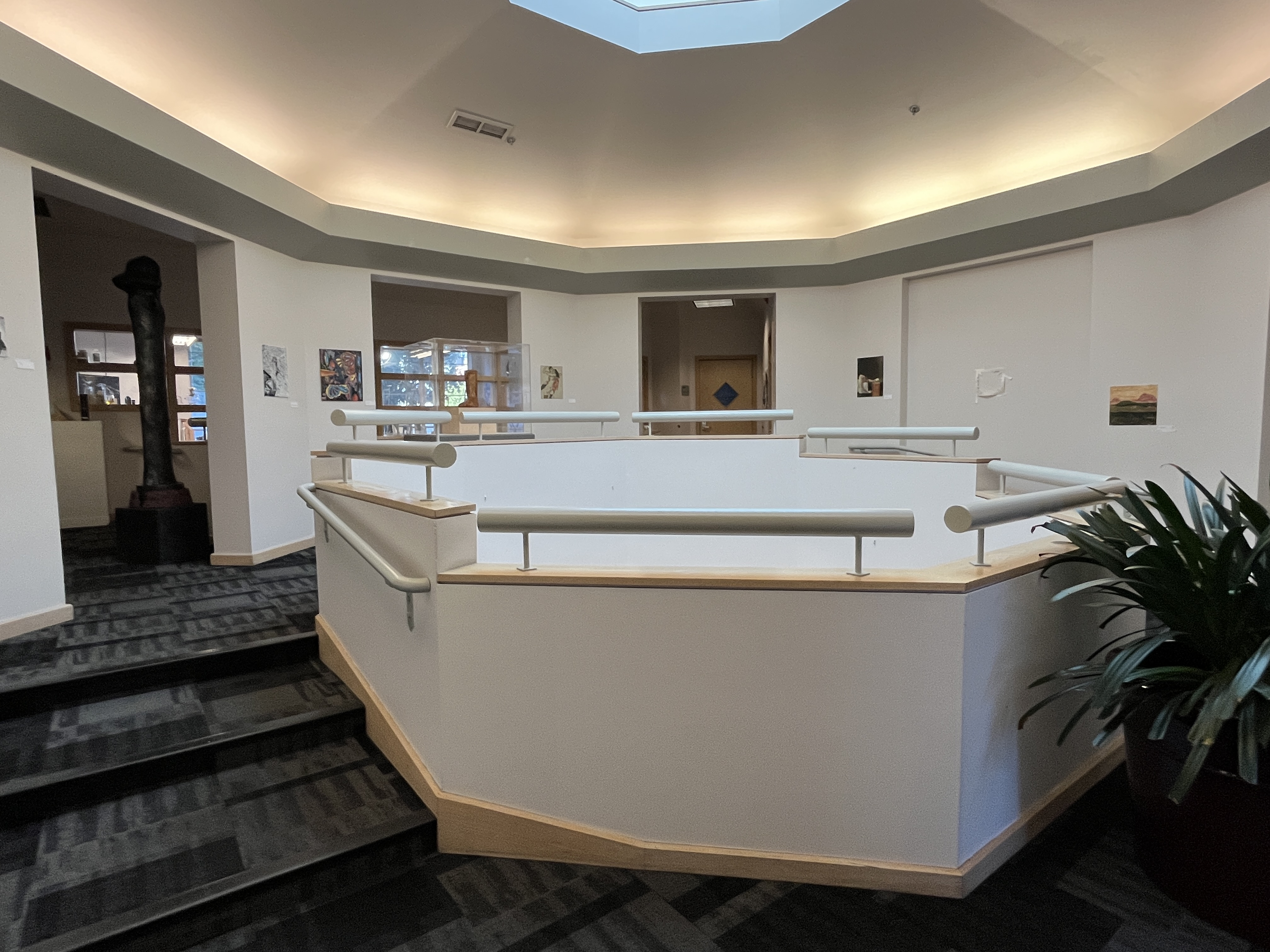
داخلي
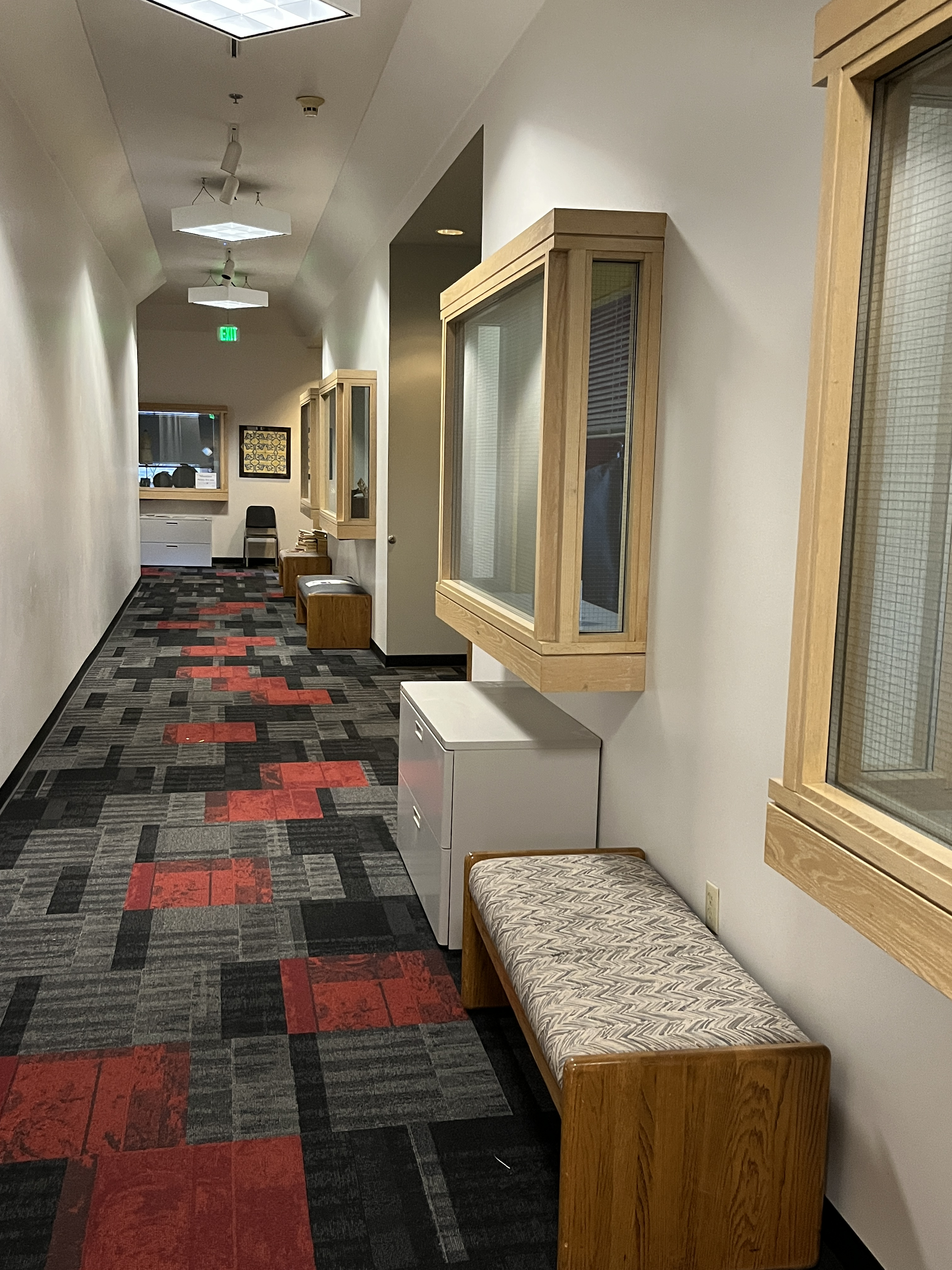
داخلي